# Christiaan III van Palts-Zweibrücken
Christiaan III (Straatsburg, 7 november 1674 – Zweibrücken, 3 februari 1735) was 1717 paltsgraaf van Palts-Birkenfeld (in het graafschap Sponheim) en 1731 hertog van Palts-Zweibrücken.

## Leven
Hij werd op 7 november 1674 geboren als de zoon van Christiaan II van Palts-Birkenfeld-Bischweiler en diens echtgenote Catharina Agatha van Rappoltstein, dochter van Johan Jacob van Rappoltstein. Dit huwelijk bracht hem na de dood van zijn schoonvader Johan Jacob de successie in het graafschap Rappoltstein.
Hij trad in het huwelijk met Carolina van Nassau-Saarbrücken, de dochter van graaf Lodewijk Crato van Nassau-Saarbrücken. Ze kregen vier kinderen:
- Henrïette Caroline (1721 – 1774), gehuwd met landgraaf Lodewijk IX van Hessen-Darmstadt
- Christiaan (1722 – 1775), paltsgraaf en hertog van Palts-Zweibrücken
- Frederik Michael (1724 – 1757), paltsgraaf van Palts-Birkenfeld en vader van Maximiliaan I Jozef van Beieren
- Christine (1725 – 1816), gehuwd met Karel August van Waldeck-Pyrmont

Na de dood van Gustaaf van Palts-Zweibrücken, een ver familielid, kreeg Christiaan in 1731 de titel van Hertog van Zweibrücken. Zijn zoon Christiaan IV volgde hem op als hertog van Zweibrücken en sloot later een morganatisch huwelijk, waardoor zijn titels na zijn dood overgingen op zijn broer Frederik Michael.

## Voorouders
| Voorouders van Christiaan III van Palts-Zweibrücken (1674-1735) | Voorouders van Christiaan III van Palts-Zweibrücken (1674-1735)                                                   | Voorouders van Christiaan III van Palts-Zweibrücken (1674-1735)                                                   | Voorouders van Christiaan III van Palts-Zweibrücken (1674-1735)                                                   | Voorouders van Christiaan III van Palts-Zweibrücken (1674-1735)                                                   | Voorouders van Christiaan III van Palts-Zweibrücken (1674-1735)                                            | Voorouders van Christiaan III van Palts-Zweibrücken (1674-1735)                                            | Voorouders van Christiaan III van Palts-Zweibrücken (1674-1735)                                            | Voorouders van Christiaan III van Palts-Zweibrücken (1674-1735)                                            |
| --------------------------------------------------------------- | --- | --- | --- | --- | --- | --- | --- | --- |
| Overgrootouders                                                 | Karel I van Palts-Birkenfeld (1560-1600) ∞ Dorothea van Brunswijk-Lüneburg (1570-1640)                            | Karel I van Palts-Birkenfeld (1560-1600) ∞ Dorothea van Brunswijk-Lüneburg (1570-1640)                            | Johan II van Palts-Zweibrücken (1584-1635) ∞ Catherina de Rohan (1578–1607)                                       | Johan II van Palts-Zweibrücken (1584-1635) ∞ Catherina de Rohan (1578–1607)                                       | ? (-) ∞ ? (-)                                                                                              | ? (-) ∞ ? (-)                                                                                              | ? (-) ∞ ? (-)                                                                                              | ? (-) ∞ ? (-)                                                                                              |
| Grootouders                                                     | Christiaan I van Palts-Birkenfeld-Bischweiler (1598-1654) ∞ Magdalena Catharina van Palts-Zweibrücken (1607-1648) | Christiaan I van Palts-Birkenfeld-Bischweiler (1598-1654) ∞ Magdalena Catharina van Palts-Zweibrücken (1607-1648) | Christiaan I van Palts-Birkenfeld-Bischweiler (1598-1654) ∞ Magdalena Catharina van Palts-Zweibrücken (1607-1648) | Christiaan I van Palts-Birkenfeld-Bischweiler (1598-1654) ∞ Magdalena Catharina van Palts-Zweibrücken (1607-1648) | Johan Jacob van Rappoltstein (-1673) ∞ ? (-)                                                               | Johan Jacob van Rappoltstein (-1673) ∞ ? (-)                                                               | Johan Jacob van Rappoltstein (-1673) ∞ ? (-)                                                               | Johan Jacob van Rappoltstein (-1673) ∞ ? (-)                                                               |
| Ouders                                                          | Christiaan II van Palts-Birkenfeld-Bischweiler (1637-1717) ∞ Catharina Agatha van Rappoltstein (1648-1683)        | Christiaan II van Palts-Birkenfeld-Bischweiler (1637-1717) ∞ Catharina Agatha van Rappoltstein (1648-1683)        | Christiaan II van Palts-Birkenfeld-Bischweiler (1637-1717) ∞ Catharina Agatha van Rappoltstein (1648-1683)        | Christiaan II van Palts-Birkenfeld-Bischweiler (1637-1717) ∞ Catharina Agatha van Rappoltstein (1648-1683)        | Christiaan II van Palts-Birkenfeld-Bischweiler (1637-1717) ∞ Catharina Agatha van Rappoltstein (1648-1683) | Christiaan II van Palts-Birkenfeld-Bischweiler (1637-1717) ∞ Catharina Agatha van Rappoltstein (1648-1683) | Christiaan II van Palts-Birkenfeld-Bischweiler (1637-1717) ∞ Catharina Agatha van Rappoltstein (1648-1683) | Christiaan II van Palts-Birkenfeld-Bischweiler (1637-1717) ∞ Catharina Agatha van Rappoltstein (1648-1683) |

- Gemeinsame Normdatei: 120208164
- Système universitaire de documentation: 226140695
- Virtual International Authority File: 67291414
- WorldCat: E39PBJt8hx667fDyHPFkYfkYyd